# علم البرازيل
علم البرازيل اعتمد في 19 تشرين الثاني / نوفمبر، 1889 في مرسوم القانون رقم 4 يتكون من مستطيل اخضر مع نسب 07:10 ومعين متوازي أصفر ودائرة زرقاء بشريط أبيض عليها عبارة «النظام والتقدم» في لون اخضر، وسبعة وعشرين نجمة بيضاء تعبر عن ال 27 ولاية فيدرالية. وعلم البرازيل واحد من الاعلام الوطنية في العالم التي لا تملك فيها أي جزء من الألوان السوداء أو الحمراء التي عادة لها ارتباط بالحرب أو الدم.
العلم البرازيلي صممه رايموندو تيكسيرا مندس ورسمه الفنان ديسيو فيلارس [البرتغالية].

## تاريخ العلم

تشرين الثاني / نوفمبر 1889 إلى حزيران / يونية 1960 : عشرين نجمة.
حزيران / يونية 1960 إلى ايار / مايو 28، 1968 : واحد وعشرين نجمة.
28 مايو / ايار 1968 إلى ايار / مايو 11، 1992 : ثلاثة وعشرون نجمة.
في 11 ايار / مايو، 1992 حتى الآن : سبعة وعشرين نجمة.

## الوان العلم
|                                      | أخضر        | أصفر       | أزرق        | أبيض        |
| ------------------------------------ | ----------- | ---------- | ----------- | ----------- |
| أحمر أخضر أزرق                       | 0/146/62    | 248/193/0  | 40/22/111   | 255/255/255 |
| نظام عد سداسي عشر                    | 00923E      | F8C100     | 28166F      | FFFFFF      |
| النموذج اللوني سيان ماجنتا أصفر أسود | 100/0/100/0 | 0/10/100/0 | 100/70/0/20 | 0/0/0/0     |
| بانتون                               | PMS 355     | PMS Yellow | PMS 280     | none        |